# Ladik (Samsun)
Pour les articles homonymes, voir Laodicée et Ladik.
Ladik est un chef-lieu de district de la province de Samsun. C'est l'ancienne Laodicée du Pont.

## Géographie
Le district à une superficie de 552 km2, la région est à plus de 900 m d'altitude. Le lac de Ladik (en turc : Lâdik Gölü) est à 6 km à l'est de Ladik. Il est réputé pour être poissonneux. Le lac est alimenté par les rivières venant des pentes de l'Akdağ (1 979 m) (en turc : mont blanc) quelques kilomètres au plus au sud. L'émissaire du lac s'appelle Tersakan Çayı, c'est un affluent du fleuve Mert Irmağı qui se jette dans la Mer Noire à Samsun. 
Le climat de Ladik est semi-continental, les hivers sont courts mais plutôt froids et les étés assez doux. Les saisons intermédiaires sont pluvieuses. 
La région vit essentiellement de l'agriculture : blé, orge, maïs, tournesol, betterave... On y pratique aussi de l'élevage et de l'apiculture.
Les tapis de Ladik sont mondialement réputés, leur production a cessé.

## Histoire

### Antiquité
La ville a une histoire qui remonte au IIIe millénaire av. J.-C..
Il a été trouvé plus de 30 sites d'habitations autour de Ladik, certains de ces sites datent du chalcolithique et traversent l'âge du bronze et celui du fer, jusqu'à la période romaine. Il semble que le site de Köyiçi Tepesi près de la forteresse d'İkizari serait le site mentionné par Strabon au nord du lac Stiphane (Lac de Ladik),.
Salur est un village à 11 km au nord de Ladik est l'un des sites les plus importants de la région pour la période de l'âge de fer.
La région a été habitée par des Hittites puis par les Perses entre 550 et 332 av. J.-C., son territoire allait jusqu'à la Mer Noire et constituait le royaume du Pont. C'est l'une des cinq villes construites par Séleucos Ier et dénommées du nom de sa mère Laodice. Elle était appelée dans l'Antiquité Laodicée du Pont, pour la distinguer des villes homonymes (notamment, en Asie Mineure, Laodicée du Lycos et Laodicée la Brûlée). 
La région passe ensuite sous l'autorité romaine puis byzantine.

### Période musulmane
En 863, les arabes pénètrent en Anatolie. Après la défaite des Byzantins à la bataille de Manzikert en 1071, la région passe sous la domination des Seldjoukides. 
A la bataille de Köse Dağ le 26 juin 1243, les armées mongoles écrasent le sultanat de Roum qui devient vassal des Il-Khan. Le sultanat se décompose et finit par disparaître en 1307. Leurs suzerains mongols perdent leur hégémonie à cause des luttes internes pour le pouvoir. Le dernier véritable Il-Khan Abu Saïd Bahadur († 1335) se débarrasse de son tuteur Chupan et de son fils Timurtaş, le gouverneur de l'Anatolie 1328. Alaeddin Eretna qui faisait partie de la suite de Timurtaş, devient son représentant en Anatolie. De 1327 à 1335, il se maintient dans ce poste sous la tutelle des Ilkhanides. Ensuite il prend son indépendance et ses descendants lui succèdent jusqu'en 1381. La dynastie est renversée par un de ses vizirs, Kadi Burhaneddin Ahmed qui prend le pouvoir à son propre compte. 
Le beylicat maintient d'assez bonnes relations avec les Ottomans qui sont la puissance montant en Anatolie. Ils forment une alliance contre Tamerlan. En 1398, Bayezid Yıldırım annexe le beylicat au domaine des Ottomans. En 
1402, Bayezid Yıldırım est vaincu par Tamerlan à la bataille d'Ankara, mais Tamerlan meurt en 1405 et Bayezid Yıldırım peut reprendre le terrain perdu (1414);
Ensuite l'histoire de Ladik est celle de l'empire ottoman puis de la république turque.

## Économie
Le groupe allemand allemand y possède une cimenterie.

## Remarque
- Le beylicat de Ladik a son centre à Laodicée du Lycos (près de Denizli) appelée un temps Ladik par les turcs, et n'a pas de relation avec l'actuelle Ladik.